# Hemigrapsus
Hemigrapsus is een geslacht van krabben.

## Soortenlijst
- Hemigrapsus affinis Dana, 1851
- Hemigrapsus crassimanus Dana, 1851
- Hemigrapsus crenulatus (H. Milne Edwards, 1837)
- Hemigrapsus estellinensis Creel, 1964
- Hemigrapsus longitarsis (Miers, 1879)
- Hemigrapsus nudus (Dana, 1851)
- Hemigrapsus octodentatus (H. Milne Edwards, 1837)
- Hemigrapsus oregonensis (Dana, 1851)
- Hemigrapsus pallipes (H. Milne Edwards, 1837)
- Hemigrapsus penicillatus (De Haan, 1835)
- Hemigrapsus sanguineus (De Haan, 1835)
- Hemigrapsus sexdentatus (H. Milne Edwards, 1837)
- Hemigrapsus sinensis Rathbun, 1931
- Hemigrapsus takanoi Asakura & Watanabe, 2005